# Ben Jones (Snookerspieler)
Ben Jones (* 26. Oktober 1990) ist ein walisischer Snookerspieler.

## Karriere
Ben Jones nahm 2012 an der Q School teil. Er kam beim zweiten von drei Turnieren in die letzten 16, wo er aber ausschied. Jones nahm in den folgenden Jahren häufig an PTC-Turnieren und Q School Events teil, schied aber immer früh aus. Beim Paul Hunter Classic 2013 kam er in die Runde der letzten 64 und bekam 700 ₤ Preisgeld.
Weitere Erfolge blieben vorerst aus, bis er bei den Riga Masters 2017 durch einen 4:1-Sieg über Mike Dunn die Qualifikation überstand. Jones schied in der ersten Runde gegen Tian Pengfei aus. Beim Paul Hunter Classic 2017 konnte Jones den Deutschen Jiaming Zhang mit 4:1 besiegen. In der zweiten Qualifikationsrunde verlor Jones knapp mit 3:4 gegen den späteren Hauptturnierteilnehmer Robert Read aus.